# سفارة بولندا في إيطاليا
سفارة بولندا في إيطاليا هي أرفع تمثيل دبلوماسي لدولة بولندا لدى إيطاليا. تقع السفارة في روما وهي تهدف لتعزيز المصالح البولندية في إيطاليا.

## وصلات خارجية
- الموقع الرسمي
- قائمة سفارات بولندا
- قائمة السفارات في إيطاليا